# Максим (митрополит Киевский)
Макси́м (умер 6 декабря 1305) — митрополит Киевский с 1283 года, преемник Киевского митрополита Кирилла II. По национальности грек. Канонизирован в лике святителей. Память совершается (по юлианскому календарю): 6 декабря (день смерти) и 23 июня (Собор Владимирских святых).

## Политическая деятельность
Прибыл на Русь из Константинополя в 1283 году.
После разорения Киева ордынским ханом Тохтой в 1299 году Максим перенёс митрополичью резиденцию («седалище») из Киева в Брянск, а затем во Владимир-на-Клязьме. Владимирский епископ Симеон был переведён в Ростов. Во Владимир же был переведён из Киева весь митрополичий причт, тогда как в древней столице оставлен митрополичий наместник.
Согласно Василию Ключевскому, «… в 1299 г. митрополит Максим, не стерпев насилия татарского, собрался со всем своим клиросом и уехал из Киева во Владимир на Клязьму…», что послужило началом дальнейшего приобретения городом Москвой значения церковной столицы Руси уже в годы его преемника, митрополита Петра.
В 1304 году во Владимире посадил на великокняжеский престол князя Тверского Михаила Ярославича. Пытался примирить московского князя Юрия Даниловича с Михаилом Ярославичем. Поддерживал тверских князей против Юрия Московского.

## Церковная деятельность
В 1295 году во Владимире низвёл с епископской кафедры Иакова и поставил Симеона.
В 1300 году в Новгороде посвятил во епископа Феоктиста.
В 1301 году прибыл в Константинополь на Патриарший собор, где епископ Сарский Феогност предложил для решения вопросы о нуждах Русской церкви.
Митрополит Максим установил правило о постах, назначив, кроме Великого поста, Апостольский, Успенский и Рождественский посты, и определил, когда разрешается пост среды и пятницы.
Автор «Правил о постах и хранении брака», где настаивал на обязательности церковного брака:

Пишу и о том затем, чтобы вы, чада мои, рождённые в купели, новосвященныя, принимали жен от святой Соборной и Апостольской Церкви, жена для спасения человеческого. Если же держите их в блуде, без венчания: что за помощь тебе? Нет, упрашивай и понуждай их, пусть, стары ли или молодые оне, венчаются в церкви.

Скончался митрополит Максим 6 декабря 1305 года во Владимире на Клязьме.
Митрополит был погребён во Владимирском Успенском соборе. Над местом погребения святителя была устроена позолоченная сень, на которой было написано золотыми буквами:

Максим грек священ бе в лето бытия мира 6791 от Рождества Христова в 1283 в Киев прииде, частого же ради нахождения татарского преселися из Киева в великороссийский град Владимир, пас Церковь Христову Максим 23 года, преставися в лето бытия мира 6812.

На стене над гробом святого была установлена Максимовская икона Божией Матери, написанная в 1299 году по видению митрополиту Максиму.